# Pombal (Alfândega da Fé)
Pour les articles homonymes, voir Pombal.
Pombal est un village de la municipalité d’Alfândega da Fé au Portugal.

## Démographie
En 2001, sa population était de 127 habitants.